# Stricken

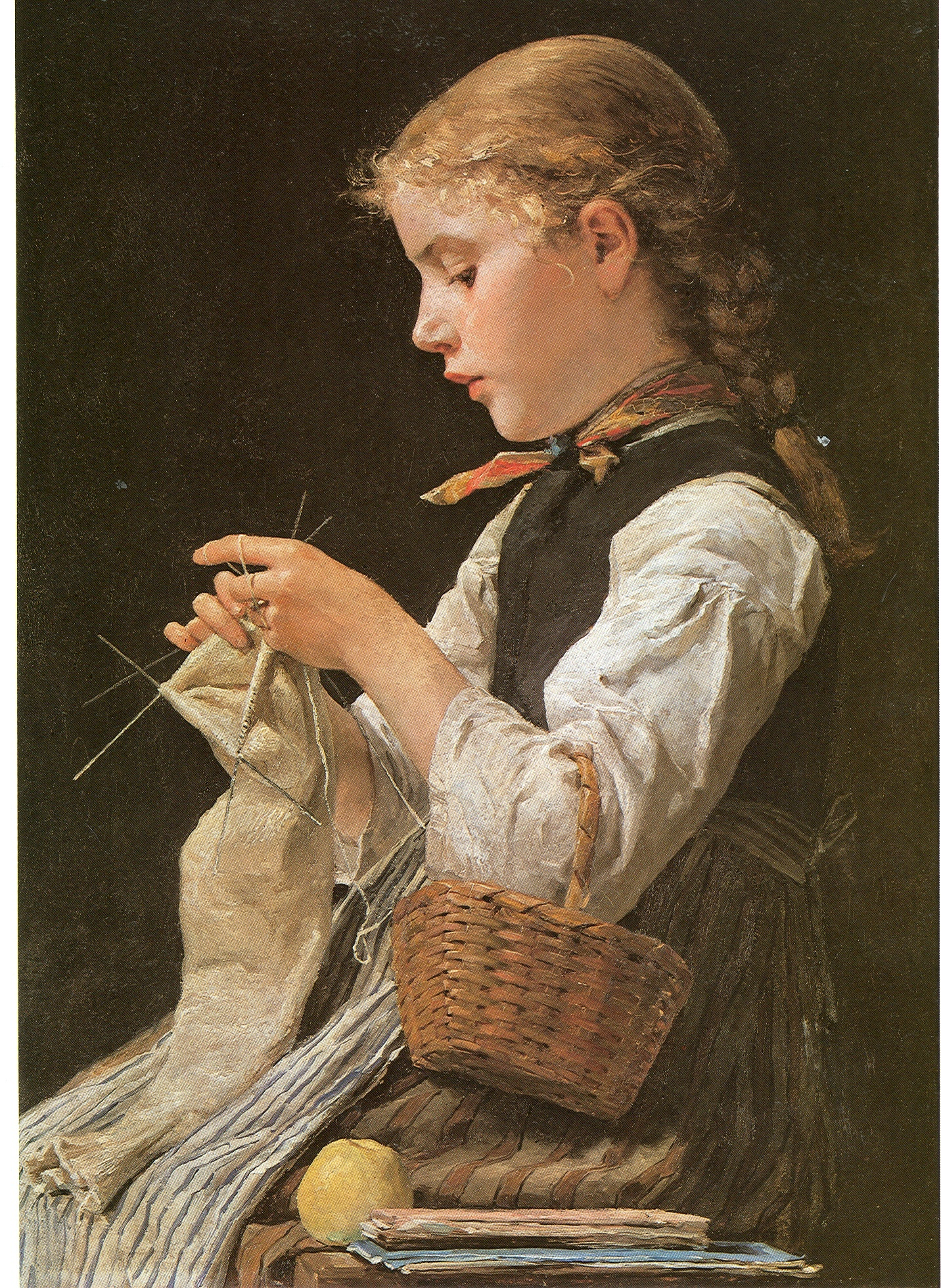
Albert Anker: Strickendes Mädchen (1884). Auf dem Gemälde erkennt man das Arbeiten in Runden mit dem Nadelspiel beim Stricken von Strümpfen.

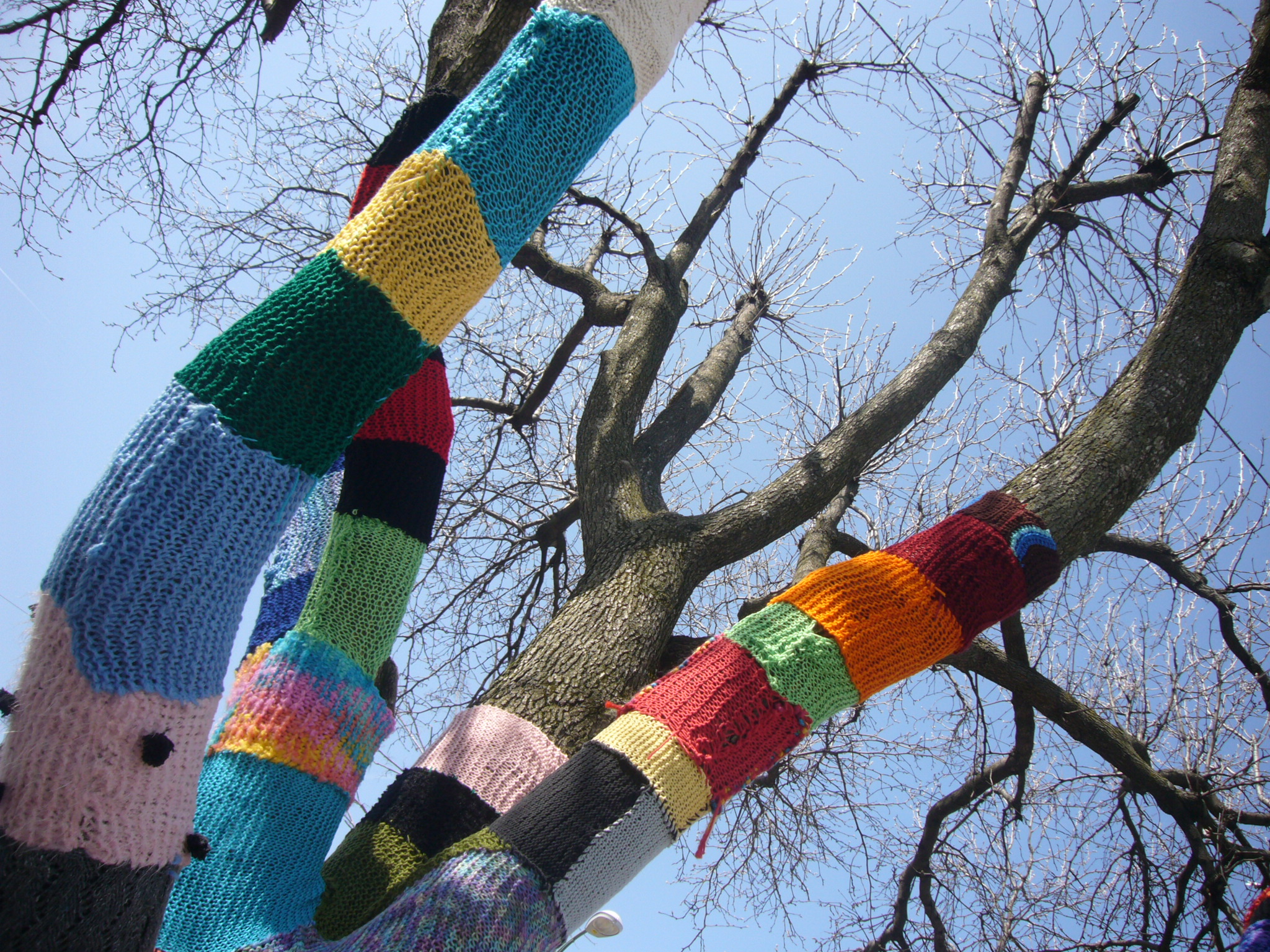
Urban Knitting in Yellow Springs, Ohio

Stricken ist das Herstellen textiler Maschengebilde aus Garnen durch Fadenumschlingung, wobei die Maschen einer Reihe nacheinander gebildet werden. Beim Handstricken wird mit zwei bis fünf, auch mehr sind möglich, Stricknadeln gearbeitet. Beim Maschinenstricken benötigt jedes Maschenstäbchen eine Zungennadel.

## Etymologie
Das Wort „stricken“ geht auf das althochdeutsche Wort strikkan, strikken zurück und entstand als Ableitung vom Substantiv Strick. Im Deutschen Wörterbuch von Jacob und Wilhelm Grimm sind als ältere, ursprüngliche Bedeutungen angegeben: „eine Schlinge, einen Knoten knüpfen“; „binden“. Die jüngere Verwendung des Wortes, die im 19. Jahrhundert auch schon allgemein gebräuchlich war – die Fertigung von Textilien aus einem Endlosfaden mit Hilfe von zwei oder mehr Nadeln –, fanden die Brüder Grimm erstmals 1495 belegt.

## Geschichte

### Antike

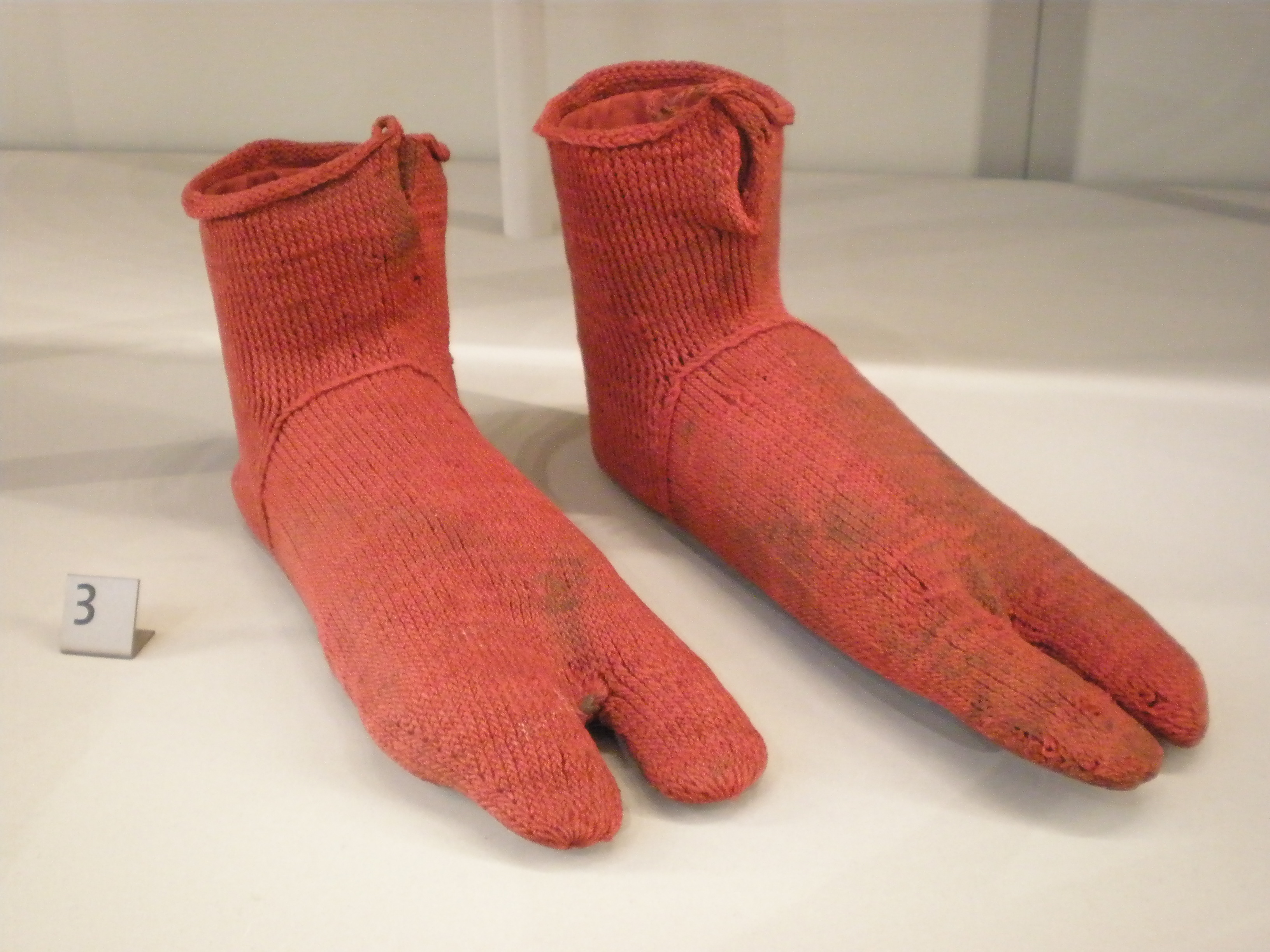
Nadelgebundene Socken (Ägypten, 3.–5. Jahrhundert n. Chr.)

Weder aus den altorientalischen noch aus den antiken Hochkulturen sind echte Gestricke erhalten; auch indirekt weist nichts darauf hin, dass das Stricken in dieser Zeit bereits bekannt gewesen sein könnte.
Die ältesten archäologisch gesicherten Textilfragmente, die zumindest von einigen Forschern als Gestricke eingestuft worden sind, wurden in den 1920er und 1930er Jahren in Dura Europos gefunden, einer um 300 v. Chr. gegründeten römischen Festung am Euphrat im heutigen Syrien. Nach heutiger Einschätzung waren diese Maschenarbeiten aber nicht mit zwei Nadeln gestrickt, sondern nadelgebunden, also mit einer Art Nähnadel und aus relativ kurzen Fäden gefertigt. Auch bei Socken, die im 3.–5. Jahrhundert n. Chr. von Kopten angefertigt und später im ägyptischen Oxyrhynchos (heute: Al Bahnasa) ausgegraben worden sind, handelt es sich nicht um Gestricke, sondern um nadelgebundene Arbeiten. Das Nadelbinden geht weitaus langsamer und mühsamer vonstatten als das Stricken, liefert aber festere Maschenwerke, die auch gegen Laufmaschen geschützt sind.

### Mittelalter

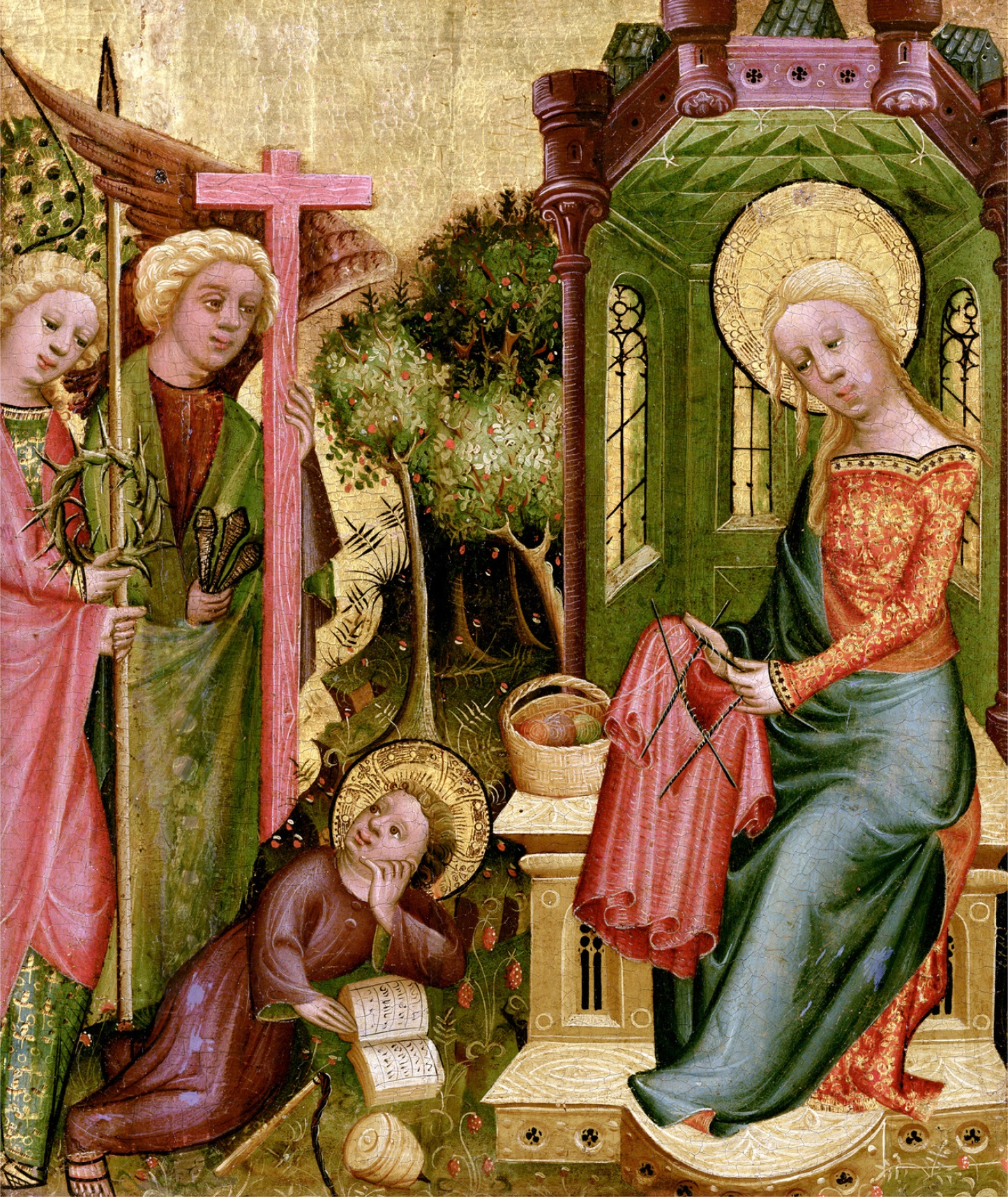
Rechtes Retabel des Buxtehuder Altars, das die Muttergottes beim Stricken zeigt, um 1400

Als Hinweis auf Strickkenntnisse in der Spätantike gilt ein knöchernes Nadelpaar, das in einem Frauengrab in Thüringen gefunden und etwa auf das Jahr 300 n. Chr. datiert wurde. Vergleichbare Artefakte, die etwa aus derselben Zeit stammen, wurden 1903 in einem römischen Gräberfeld in Metz gefunden. Aus der Merowingerzeit, nämlich etwa aus dem Jahre 500, stammen archäologisch sichergestellte eiserne Nadeln, die von einigen Forschern ebenfalls als Stricknadeln eingestuft wurden. Ob diese Einstufung berechtigt ist, erscheint jedoch zweifelhaft; denn während gewebte Stoffe gefunden wurden, die 30.000 Jahre alt waren, stammen die ältesten erhaltenen unzweifelhaften Gestricke aus frühmittelalterlicher Zeit. In Museen werden die hochempfindlichen alten Textilien fast immer in schwachem Licht und unter Glas gehalten, sodass Forscher kaum Gelegenheit finden, die Herstellungsart genau zu bestimmen. Die polnische Textilhistorikerin Irena Turnau, die über Jahre hinweg vermeintliche Gestricke in Augenschein genommen hat, vermutet, dass nur wenige davon tatsächlich gestrickt worden sind. In seinem Standardwerk A History of Hand Knitting (1987) berichtet Richard Rutt von einem im ägyptischen Fustāt entdeckten Gestrickfragment, das der Schweizer Textilexperte Franz Iklé (1877–1946) aufs 7.–9. Jahrhundert datiert hatte; ältere seien nicht bekannt.
Möglicherweise waren es die in Spanien eindringenden Araber, die das Stricken nach Europa brachten. Als Beispiel für die hochentwickelte Strickkunst der spanischen Mauren, die im 8. Jahrhundert nachgewiesermaßen u. a. die Makrameetechnik eingeführt hatten, gelten gestrickte Kissenbezüge aus dem späten 13. Jahrhundert, die in den Gräbern der kastilischen Königsfamilie entdeckt wurden. Die Zahl der Fundstücke ist jedoch zu gering, um den vermuteten Ursprung des Strickens im arabischen Raum wissenschaftlich zu sichern.
Im Hochmittelalter erscheinen erste bildliche Darstellungen des Strickens. Mehrfach wurde die strickende Gottesmutter dargestellt, etwa in La Santa Famiglia (Ambrogio Lorenzetti, um 1345), in Madonna dell’Umiltà (Vitale da Bologna, 1353) und auf dem Meister Bertram zugeschriebenen Altarbild Unsere Liebe Frau (um 1400), auf dem Maria mit vier Nadeln einen Rock für das Jesuskind strickt. Das letztgenannte Bild ist gleichzeitig eine der ältesten Darstellungen des Rundstrickens mit einem Nadelspiel.
In den folgenden Jahrhunderten erlangte das Stricken besondere Bedeutung in der kommerziellen Seefahrt. Auf den immer länger werdenden Fischerei- und Handelsfahrten bot das Stricken eine Möglichkeit, komplette Kleidungsstücke an Bord herzustellen oder auszubessern, ohne die Notwendigkeit, sperrige Webstühle mitführen zu müssen. Ähnliches gilt für nomadisch lebende Gemeinschaften oder Berufsgruppen wie Schäfer.

### Stricken als Handwerk

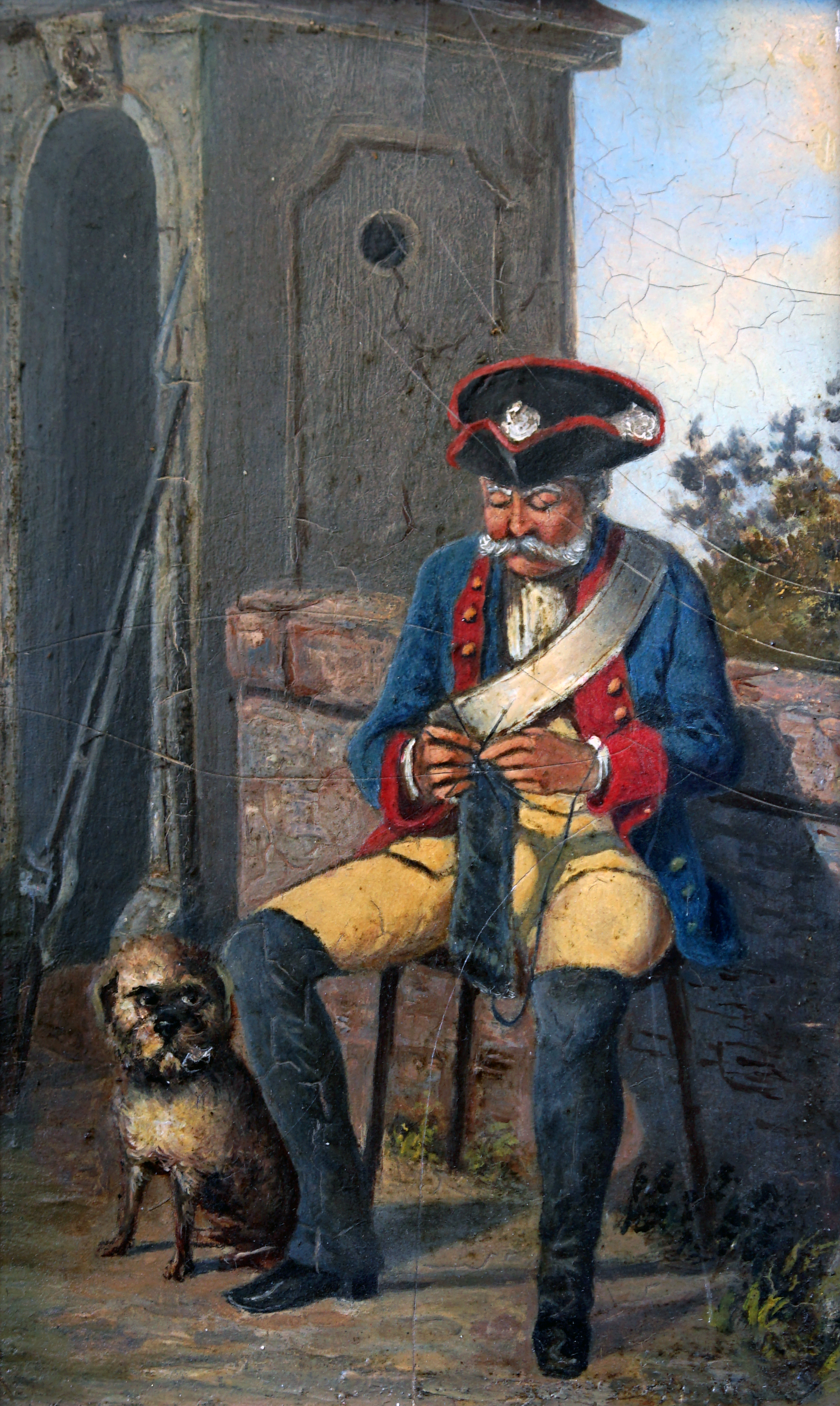
Gemälde eines strickenden Soldatens aus dem 19. Jahrhundert

Die erste Erwähnung des gewerblichen Strickens findet sich im Jahr 1268 in Paris. Die Gilde der Pariser Stricker wird zudem 1366, 1380 und 1467 erwähnt. Auch in Tournai (Doornik) in den damaligen Burgundischen Niederlanden (1429) und in Barcelona (1496) sind Gilden von Strickern beurkundet. Für Deutschland sind im Jahr 1600 erstmals die Nürnberger Hosen- und Strumpfstricker urkundlich erwähnt. Die Entwicklung des Handstrickens hin zu einem anerkannten Handwerk ist nicht zuletzt durch den Aufstieg der Pariser Handstricker zu einer der sechs wichtigsten Handwerkergilden belegt.

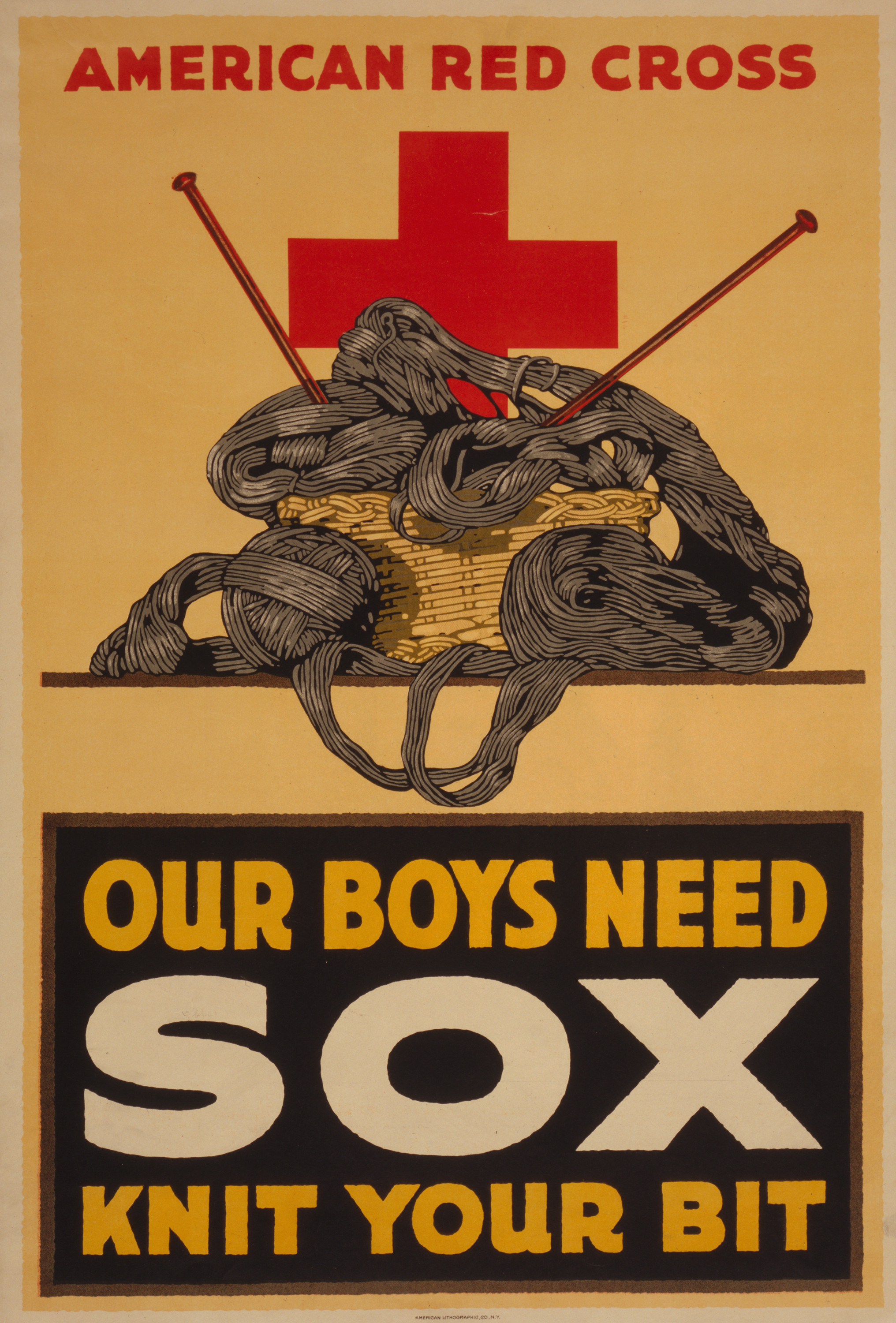
Plakataufruf des amerikanischen Roten Kreuzes im Ersten Weltkrieg, mit der Bitte, Socken für Soldaten zu stricken.

„Im 16. Jahrhundert war Stricken Männersache. Die älteste bekannte Gilde der Strumpfstricker entstand damals in Paris. Ein professioneller Stricker musste sechs Jahre lernen“, drei Jahre davon auf Wanderschaft. Danach mussten innerhalb von drei Monaten drei Meisterstücke angefertigt werden: Wollhemd, verzierte Strümpfe und ein Teppich. Bis ins 19. Jahrhundert hinein war es normal, dass vor allem Männer strickten.

### Industrielles Stricken
Erste Strickmaschinen setzte I. W. Lamb 1863 in Nordamerika ein. Weiterentwicklungen erfolgten durch Henri Edouard Dubied und Armand Durand in Frankreich, sowie durch G.F. Grosser (1888) in Chemnitz. Bedeutende technologische Schübe aus England griff der sächsische Maschinenbau auf, so dass sich dort der europäische Schwerpunkt der Strumpf- und Trikotagenfabriken im Großraum Chemnitz herausbildete. Trotz innovativer Erfindungen, wie Malimo in der DDR, begann ab 1960 eine sukzessive Verlagerung der europäischen Produktion nach Fernost.

### Außerhalb Europas
In Japan waren Gestricke nahezu unbekannt, bis das Land Mitte des 19. Jahrhunderts die ersten Ausländer empfing. Erste Verbreitung erlebte das Handstricken mit der Entmachtung der Samurai und der Umorganisation des Militärs, das Bedarf an gestrickten Handschuhen und Tabi hatte. In der Literatur wird gelegentlich berichtet, dass ein Großteil dieser Strickarbeiten von wirtschaftlich unter Druck geratenen Samurai erledigt worden sei. Breitere Bevölkerungsschichten erreichte die Technik aber erst in den 1870er Jahren mit der zunehmenden Öffnung des Landes und der Einrichtung christlicher Mädchenschulen, die von westlichen Missionarinnen geführt wurden. Gegen Ende des 19. Jahrhunderts wurde in Heimarbeit gestrickt, die bereits im frühen 20. Jahrhundert durch Strickwarenfabriken abgelöst wurde. Parallel verbreitete sich das Handstricken im Privathaushalt.
Auch in China war das Stricken lange Zeit unbekannt. Wolle wurde traditionell verfilzt oder gewoben; Strümpfe wurden aus Webstoffen geschnitten und genäht. Erst mit dem Import gestrickter Strümpfe und gestrickter Unterwäsche im späten 19. Jahrhundert wurde die Technik in China populär. 1902 und 1909 entstanden in Hangzhou und Shanghai die ersten Strickwarenfabriken. In vielen Privathaushalten wurden für die Strumpffertigung zur selben Zeit Rundstrickmaschinen angeschafft. Das Handstricken war bereits in den 1920er Jahren weithin bekannt, seine größte Verbreitung fand es jedoch erst in den ersten Jahren der Volksrepublik China.

## Stricken von Hand

### Material
Als Material verwendet man Handstrickgarn, das z. B. aus Schurwolle, Baumwolle, Seide, Kaschmir, Angora oder auch Kunstfasern bestehen kann.

### Werkzeug
Als Werkzeug benötigt man Stricknadeln, die aus beschichtetem Stahl, Aluminium, Messing, Holz, Bambus, Kunststoff oder Kohlenstofffasern angefertigt sein können. Sie werden in verschiedenen Stärken (von 0,5–25 mm) angeboten, um dem zu verarbeitenden Garn angepasst werden zu können. Es gibt verschiedene Typen:
Die Jackenstricknadel ist an einem Ende zugespitzt und hat am anderen Ende einen kleinen Knauf, damit die Maschen nicht von der Nadel rutschen können. Sie sind meist etwa 35–40 cm lang und der Durchmesser ist überall gleich, oder verjüngt sich bei der Schnellstricknadel Richtung Knauf. Sie werden paarweise für die Anfertigung von flachen Strickstücken wie Jackenteilen oder Schals verwendet.
Das Nadelspiel besteht meist aus fünf einzelnen Nadeln mit der gleichen Länge und Stärke, die an beiden Enden zugespitzt sind. Ihre Länge bewegt sich von 15 cm für Handschuhe bis zu 40 cm für Pullover und sie werden benötigt, um schlauchförmige Gegenstände wie Socken, Krägen oder auch rundgestrickte Pullover herzustellen.
Die Rundstricknadel besteht aus zwei kürzeren Nadeln, die axial durch einen flexiblen Perlondraht oder ein mit Kunststoff ummanteltes Drahtseil miteinander verbundenen sind. Sie wurde zum Rundstricken entwickelt, kann aber genauso gut zum Flachstricken verwendet werden, was den Vorteil hat, dass man nur eine Nadel braucht, die Arbeit nicht von der Nadel gleiten kann und das Gewicht der Arbeit im Schoß ruht und nicht auf den Armen lastet.

### Technik
Zuerst wird ein Anschlag hergestellt. Dazu werden auf eine Nadel durch Knüpfen so viele Maschen aufgelegt, wie für die Breite des Strickstückes benötigt werden. Diese Nadel nimmt ein Rechtshänder in die linke Hand und legt den an der letzten Masche hängenden Faden über den Zeigefinger um die anderen Finger. Mit der von der rechten Hand gehaltenen zweiten Nadel sticht man in die erste Masche, fasst mit der Nadel den straff angezogenen Faden, zieht ihn durch die Masche hindurch und lässt die alte Masche von der linken Nadel heruntergleiten. Die dadurch neu geformte Masche liegt nun auf der rechten, der Arbeitsnadel. So arbeitet man nun Masche für Masche von der linken Nadel auf die rechte.
Will man flache Gestricke herstellen, etwa einen Schal oder den Rückenteil einer Jacke, so arbeitet man in Reihen. Dazu werden alle Maschen von der linken auf die rechte Nadel gestrickt, die Arbeit gewendet, indem man die volle rechte Nadel in die linke Hand nimmt, und die nun leere linke Nadel als Arbeitsnadel benutzt. Nun strickt man so auf der Rückseite der Arbeit weiter. Die dabei entstehende Reihe heißt Rückreihe. So arbeitet man Reihe für Reihe weiter, bis die erwünschte Höhe des Werkstückes erreicht wird. Diese Methode ist unter Flachstricken oder Stricken in Hin- und Herreihen bzw. in Hin- und Rückreihen bekannt.
Will man schlauchförmige Gestricke herstellen, so wird die Anschlagsreihe zu einem Kreis geschlossen. Dazu müssen die Maschen auf einem Nadelspiel oder einer Rundstricknadel angeschlagen sein. Verwendet man ein Nadelspiel, so werden die Maschen gewöhnlich auf vier Nadeln verteilt, eine weitere verwendet man zum Abstricken der Maschen. Man arbeitet nun im Kreis fortwährend die Maschen von der linken auf die rechte Nadel. Ist man wieder am Ausgangspunkt angelangt, hat man eine sogenannte Runde vollendet. Da man bei dieser Variante die Arbeit nie wenden muss, arbeitet man immer auf der Vorderseite des Stückes. Das ist vor allem beim Musterstricken vorteilhaft, weil man immer die Vorderseite im Blick hat. Diese Methode nennt man Rundstricken.
Hat man die erforderliche Höhe des Werkstückes erreicht, so müssen die Maschen der letzten Reihe durch Abketteln gesichert werden. Dafür gibt es unterschiedliche Techniken.

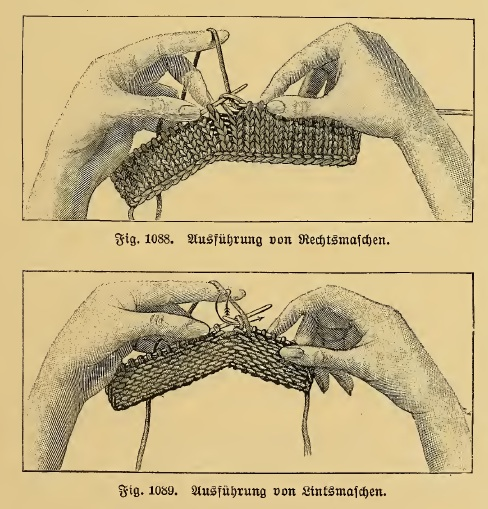
Die Ausführung von rechten und linken Maschen

Man unterscheidet rechte und linke Maschen. Rechte Maschen werden auch als glatte Maschen, linke als verkehrte oder krause Maschen bezeichnet. Die Vorderseite einer rechten Masche sieht genauso aus wie die Rückseite einer linken. Daher werden beim Flachstricken, auf der Außenseite (der rechten Seite) rechte Maschen gestrickt, auf der Innenseite (der linken Seite) linke Maschen. Das dabei entstehende Muster nennt sich auch „glatt rechts“. Im Gegensatz dazu entfällt beim Rundstricken oft das Stricken der linken Maschen. Um einen glatt rechts gestrickten Schlauch zu erhalten, müssen ausschließlich rechte Maschen gestrickt werden.
Durch die Variation von rechten und linken Maschen, Ab- und Zunahmen, Umschlägen, Verschränken der Maschen und anderen Arten von Maschenbildungen kann man verschiedene Muster stricken (Strickmuster).
Mit der sogenannten Doppelstrick-Methode, die vor allem in Ostpreußen gebräuchlich war, werden zwei verschiedenfarbige Fäden verstrickt. Dadurch können Mützen, Strümpfe oder Handschuhe so hergestellt werden, dass bei kompletter Wendung der Innenseite nach außen das gleiche Muster, aber in umgekehrter Farbstellung zu sehen ist.
Die Strickmethoden, also z. B. die Haltung der Hände, die Führung des Arbeitsfadens oder die Formung der Maschen, unterscheiden sich regional. Bei der im deutschsprachigen Raum sowie Nord- und Osteuropa gebräuchlichen Strickweise wird der Faden mit der linken Hand gespannt und mit der rechten Nadel durch die vorhandene Masche durchgeholt. Bei der im angelsächsischen Sprachraum, Südeuropa und entlang der Atlantikküste gebräuchlichen Strickweise wird der Faden mit der rechten Hand geführt und um die Arbeitsnadel gewickelt. In Peru, Portugal und Griechenland wird der Arbeitsfaden zum Spannen über den Nacken geführt.

### Ausgangsmaterial
Strickwolle, kurz „Wolle“, ist ein vergleichsweise bauschiger, weicher Faden mit Drall, gesponnen aus Schafwolle, Fasern von anderen Tieren oder Pflanzen, Kunstfasern oder Mischungen daraus. In Sonderfällen werden geschnittene Streifen oder selbst schon gewirkte Bändchen oder Schnürchen verstrickt. Effektgarn kann glitzernde Lurex-Fäden enthalten. Mitverstrickt werden kann ein eventuell vorgespannter, meist umsponnener Elastikfaden aus Elasthan oder ein Beilaufgarn mit kleinen Pailletten.
Klassisch wird Wolle nach dem Spinnen nass gefärbt. Der Faden wird dafür auf eine Haspel aufgehaspelt, die entstehende Wicklung mit etwa 30–40 cm Innendurchmesser wird etwa unter Zusammenfalten der Haspel abgenommen und zu einem Strang gestreckt, der zwischen zwei Haken lose eingespannt werden kann. Die im Handel angebotenen Stränge und Knäuel haben ein rundes Gewicht – je nach Sorte, Fadenstärke und Anwendung – von 50 bis 200 Gramm, für Babykleidung auch nur 25 g, besonders dicke Wolle oder auch im Verlauf der Gesamtlänge verschieden gefärbte bis 500 g. Typisch werden Lauflänge pro Knäuelgewicht und Gewichtsbedarf pro Standardpullover genannt. Damit sich die parallelen Fäden nicht verheddern, kann der Strang verdrillt sein, die Wicklung kann an den Umkehrpunkten mit dem Faden selbst gebunden sein und hier eine schmale Papierschleife durchgefädelt haben. Alternativ steckt der Strang als Ganzes durchgefädelt in einer Papierbanderole. Aus dem Strang kann der Faden wegen Verhedderungsgefahr kaum verstrickt werden. In der Regel wird die Wolle vom 15 bis 40 cm langen Strang per Helfer oder mittels einer Maschine ab- und zum Knäuel aufgewickelt.
Von Hand aufgewickelt entstehen kompakte kugelrunde Knäuel, von denen je nach Wickeltechnik wahlweise am äußeren oder inneren Fadenende abgezogen werden kann. Maschinell wird über einem einseitig gehaltenen Kern in wandernder Diagonalrichtung aufgewickelt. Je nach Geometrie ergibt sich ein längliches Knäuel (umgürtelt mit Banderole) oder aber ein eher flachrundes (Banderole wird durch die Mittelachse durchgefädelt), beide mit einem Hohlraum innen, sodass der Faden nach Belieben von außen oder aber von der Innenlage her abgestrickt werden kann. Beide werden „Rundknäuel“ genannt, ohne jedoch kugelrund zu sein. Unter stärkerer Rotation des Kerns kann Wolle für Strickmaschinen auf einen darin verbleibenden Konus gewickelt werden, von dem nur von außen, axial nach oben abgewickelt oder abgezogen werden kann. Alternativ entsteht ein flachzylindrischer, ebenfalls nur leicht kegeliger Wickel, der – ohne Kern auch von innen her aufgebraucht werden kann. Runde und auch längliche Knäuel können „davonlaufen“, wenn am äußereren Faden gezogen wird. Nicht davonlaufen kann ein Knäuel, wenn er in ein Behältnis gelegt wird oder wenn der innere Faden abgestrickt wird. 

### Strickergebnisse
Gestrickt werden können verschiedenste Arten von Kleidungsstücken wie Strümpfe, Pullover, Röcke, Jacken, Schals, Hauben und Mützen, Fäustlinge und Handschuhe, aber auch Spitzendecken, Gardinen, Teppiche etc.
Mitunter werden Teile getrennt gestrickt und durch Vernähen oder Verhäkeln miteinander zum Kleidungsstück verbunden.

## Maschinelles Stricken
Siehe auch → Strickmaschine.
Während beim Wirken die Maschenreihe mit sämtlichen Einzelmaschen auf einmal entsteht, werden beim Stricken die Maschen nacheinander gebildet. 1856 ließ der Engländer Mathew Townsend aus Leicester eine mit Gelenk versehene Nadel (Zungennadel) patentieren. Mit Hilfe dieser Nadel wurde der Maschenbildungsprozess einfacher als mit Spitzennadeln. 1881 wurde die Doppelzungennadel von Durand erfunden. Dadurch konnten jetzt auch Links-Links-Strickmaschinen gebaut werden. In Bezug auf die Ausgestaltung unterscheidet man Flach- und Rundstrickmaschinen, die sowohl für den Hand- als auch für den Motorbetrieb infrage kommen.
Mit industriellen Rundstrickmaschinen lassen sich besonders feine Gestricke herstellen, Flachstrickmaschinen erzeugen mit Baumwoll-, Woll- oder Synthetik-Garnen Kleidungsstücke wie z. B. Pullover. Wie dick das Gestrick wird und welche tragetechnischen Eigenschaften es hat, hängt dabei unter anderem von der Strickmaschine, dem verwendeten Garntyp, dem eingesetzten Fasermaterial und der Strickbindung ab.
Industrielle Strick- und Wirkmaschinen sind nicht gleichzusetzen mit Handstrickapparaten oder Heimstrickmaschinen, wie sie vor allem in den 1960er und 1970er Jahren im häuslichen bzw. Hobbybereich eingesetzt wurden. Die Erzeugung eines Kleidungsstücks in einem Arbeitsgang ist mit solchen Apparaten nicht möglich. Die Funktionsweise ähnelt zwar der einer industriellen Maschine, die Maschen hängen in einer Reihe auf Zungennadeln und werden mittels eines beweglichen Schlittens abgestrickt. Anschließend aber wird das Gestrick in derselben Weise weiterverarbeitet wie beim Handstricken.

## Stricktechniken

### Rechte und linke Maschen
Es gibt beim Stricken zwei hauptsächliche Arten von Maschen:
- die rechte oder glatte Masche
- die linke, verkehrte oder krause Masche

| Bei der rechten Masche wird die neue Schlaufe von hinten kommend nach vorn durch die alte Schlaufe gezogen (das heißt, der querlaufende Teil des Fadens liegt hinten). |
| Bei der linken Masche wird der Faden von vorn nach hinten durchgezogen, wobei der querlaufende Teil vorn zu liegen kommt.                                              |

Jede der beiden Maschenarten bildet die Rückseite der jeweils anderen, das heißt, wenn man die Arbeit umdreht, erscheinen rechte Maschen als linke Maschen und umgekehrt.

### Weitere Techniken
Neben dem Stricken von rechten und linken Maschen kommen u. a. folgende Techniken zum Einsatz:
| Umschlag. Umschläge werden besonders bei Patentmustern eingesetzt, wo sie das Gestrick materialreicher und voluminöser machen. Bei der Ajour-Strickerei dagegen werden Umschläge im Gegenteil dazu verwendet, um ornamentale Löcher zu erzeugen. Drittens kann durch Umschläge die Maschenzahl erhöht werden; so kann man, um z. B. aus einer Masche drei Maschen zu machen, in die Ausgangsmasche eine Masche stricken, dann folgt ein Umschlag und schließlich – in die Ausgangsmasche gestochen – eine weitere Masche. |                                                                                                 |
| Masche rechts verschränkt (= 180 Grad verdreht) abstricken Eine rechts verschränkte Masche ist das Gleiche wie wenn die Masche auf der linken Nadel zuerst um 180° im Uhrzeigersinn gedreht wird und dann normal rechts abgestrickt wird. In der Praxis wird dies kombiniert, indem man den Faden hinten hält, dann von rechts in die Masche einsticht und den Faden von hinten durchzieht. Beim Fallenlassen dreht sich die Masche dann. Maschen, die rechts verschränkt abgestrickt werden, wirken im Vergleich zu nicht verschränkt gestrickten Maschen definierter, da sie durch die Verschränkung enger sind. Diese Technik kann unter anderem auch genutzt werden, um aus einer Masche drei Maschen herauszustricken; dafür wird aus der Masche zunächst eine Masche herausgestrickt, dann eine verschränkt gestrickte und schließlich eine weitere Masche.                              | - rechts verschränkt: Einstichstelle - rechts verschränkt                                       |
| Zusammenstricken von zwei Maschen zu einer rechten Masche; auch drei und mehr Maschen können auf diese Weise zusammengestrickt werden. Man unterscheidet zwischen nach rechts geneigten und nach links geneigten Abnahmen. Beim nach links geneigten Zusammenstricken werden die zusammenzustrickenden Maschen behandelt als wären sie eine einzige Masche. Man sticht also durch beide auf einmal durch. Beim nach rechts geneigten Zusammenstricken wird die erste Masche rechts abgehoben, dann die nachfolgende Maschen normal rechts gestrickt und anschließende die zuvor abgehobene Masche über die nachfolgende Masche drübergehoben. Es gibt Muster, die ein Zusammenstricken von Maschen erfordern. Hierbei kann die Maschenzahl pro Strickreihe verringert oder es können zusammengestrickte Maschen mit Umschlägen kombiniert werden, woraus sich Loch- und Spitzenmuster ergeben. | - normal; nach links geneigt - verkreuzt; nach rechts geneigt (die rechte Masche liegt oben)    |
| Zusammenstricken von zwei Maschen zu einer linken Masche; auch drei und mehr Maschen können auf diese Weise zusammengestrickt werden. Es gibt Muster, die ein Zusammenstricken einzelner Maschen erfordern; bei nicht rechtwinkligen Gestricken werden Maschen daneben auch zusammengestrickt, um die Maschenzahl zu verringern. | - normal - verkreuzt (die rechte Masche liegt oben)                                             |
| Rechte Maschen aus der unteren Masche zunehmen. Bei dieser Technik wird eine rechte Masche aus der Masche selbst, und eine zweite Masche aus der Seite der darunterliegenden Masche gestrickt. Wenn in mehreren aufeinanderfolgenden Reihen Maschen zugenommen werden, neigt sich die Säule der jeweils aus der oberen Masche gestrickten Maschen charakteristisch nach rechts oder links (jeweils fort von den Maschen, die aus der tiefliegenden Masche gestrickt wurden). Es gibt Muster, die Zunehmen einzelner Maschen erfordern; bei nicht rechtwinkligen Gestricken werden Maschen daneben auch zugenommen, um die Maschenzahl zu erhöhen. | - rechtsneigend: Einstichstellen - rechtsneigend - linksneigend: Einstichstellen - linksneigend |
| Maschen aus dem Steg zunehmen. Die Technik ähnelt der im vorigen Absatz beschriebenen; auch bei dieser Technik neigt sich die Maschensäule nach links oder rechts. Der Steg wird, wie im Bild dargestellt, mit der rechten Nadel aufgenommen, dann auf die linke Nadel gehoben und von dort aus schließlich verschränkt rechts abgestrickt. Das Verschränken ist nötig, weil an dieser Stelle sonst ein Loch entsteht. |                                                                                                 |
| Masche abheben. Diese Technik kommt u. a. bei vielen Patentmustern zum Einsatz. | - normal - Garn liegt vor der Masche                                                            |
| Abstricken von Maschen einer darunterliegenden Reihe. Diese Technik wird bei manchen Patentmustern eingesetzt. |                                                                                                 |

Erwähnenswert sind außerdem folgende Techniken:
- Verkreuzen mehrerer Maschen, etwa für Zopfmuster
- Anschlagen oder zusätzliches Aufnehmen von Maschen zu Beginn des Gestricks oder um die Maschenzahl zu erhöhen
- Maschen abheben, um in die Höhe verlängerte, über zwei oder mehr Reihen gehende Maschen zu erzielen, die dann oft auch noch verkreuzt werden
- Maschen abketten am Ende der Strickarbeit

## Strickmuster

### Flächenhafte Muster

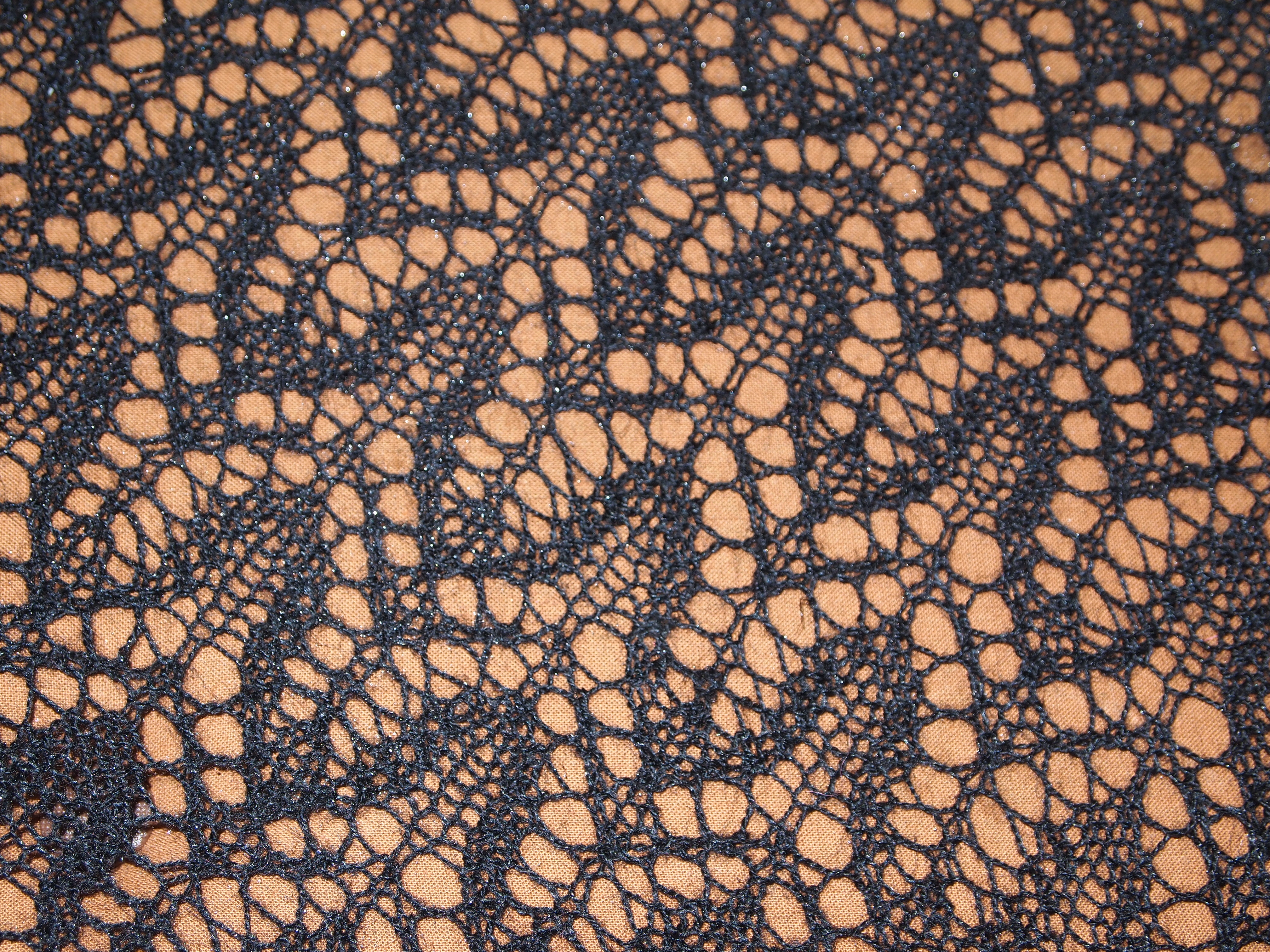
Ajour-Gestrick

| Beim glatt rechts Gestrickten wird abwechselnd eine Reihe rechts und eine Reihe links gestrickt; die links gestrickte Reihe wird als Rückreihe bezeichnet. Beim Stricken auf der Rundnadel oder mit dem Nadelspiel dagegen werden, weil die Strickrichtung sich dabei niemals ändert, nur rechte Maschen gestrickt, um ein glatt rechts gestricktes Maschenbild zu erhalten. | - rechte Seite - linke Seite |
| Durch Kombinieren von Rechts- und Linksmaschen können viele verschiedene Muster gebildet werden. | - Bündchenmuster (1 rechts, 1 links usw.) - krauses Muster (entsteht, wenn beim Hin- und Herstricken nur Rechtsmaschen gestrickt werden) |
| Vollpatentmuster: Für dieses Muster gibt es grundsätzlich zwei Techniken: - Beim Patentstricken beginnt die Arbeit mit einer Grundreihe, für die abwechselnd eine Masche rechts und eine Masche links gestrickt wird; in allen folgenden Reihen wird dieses Muster wiederholt, wobei jedoch bei allen rechten Maschen nicht in die oberste, sondern in die zweitoberste Masche eingestochen wird. - Beim Patentstricken mit Umschlagen wird immer abwechselnd eine Masche umgeschlagen, eine Masche links abgehoben und 1 Masche (die Doppelmasche, die in der Vorreihe aus abgehobener und umgeschlagener Masche entstanden ist) rechts abgestrickt. Ein Vorteil dieser Technik gegenüber der vorgenannten ist der, dass Erfahrene sie auch blind stricken können, d. h. ohne die Arbeit im Blick zu haben. Wenn nicht hin und her, sondern rund gestrickt wird, kommt eine dritte Technik zum Einsatz, die ebenfalls Umschlagen und Abheben einschließt. Gestricke mit Patentmuster sind besonders dicht, voluminös und elastisch. Vollpatent wird häufig für Mützen, Schals, dicke Pullover und ähnliches verwendet. Da die Reihen niedriger ausfallen als beim normalen Stricken, sind spezielle Randmaschen erforderlich. | |
| Halbpatent: Wird ebenso gestrickt wie Vollpatent mit Abheben; jede zweite Reihe wird abwechselnd eine Masche rechts, eine Masche links gestrickt. Das Ergebnis ist eine Verbindung aus Vollpatent und Bündchenmuster. | - rechte Seite - linke Seite |
| Waffelpatent: Bei diesem vierreihigen Muster werden nur rechte Maschen gestrickt. Einige Maschen werden mit Maschen aus darunterliegenden Reihen zusammengestrickt und die Umschläge werden in der folgenden Reihe mit einer Masche zusammengestrickt. Auf der Rückseite zeigt das Gestrick ein krauses Muster. | |

### Ajour-Strickerei
Ajour-, Loch- oder Spitzenstrickerei bringt filigrane, oft hoch komplexe, Spitzen-ähnliche Gestricke hervor. Durch wiederkehrende Zu- und Abnahmen entstehen hier rhythmische und ornamentale Abfolgen aus strukturierten Flächen, Löchern und Stegen.

## Strickschrift
Strickmuster können mit Hilfe von Strickschriften notiert werden, die entweder als – meist stark abgekürzter – Text oder grafisch, unter Verwendung verschiedener Symbole, dargestellt wird. Eine international gleichbleibende Symbolik hat sich nicht durchsetzen können, obwohl sich etwa das in Carrollton, Texas ansässige Craft Yarn Council um eine Standardisierung der Symbole bemüht. In der Regel enthält die Strickanleitung oder das entsprechende Werk eine Aufschlüsselung der verwendeten Symbole. Für blinde Nutzer gibt es eine spezielle Braille-Strickschrift.